# Амандов
Амандов (пољ. Amandów) је село у Пољској које се налази у војводству Шлеском у повјату Раћиборском у општини Пјетровице Вјелке.
Од 1975. до 1998. године ово насеље се налазило у Катовицком војводству.